# ناوکی نایتو
ناوکی نایتو (انگلیسی: Naoki Naito؛ زادهٔ ۳۰ مهٔ ۱۹۶۸) بازیکن فوتبال اهل ژاپن است.
از باشگاه‌هایی که در آن بازی کرده‌است می‌توان به باشگاه فوتبال ویسل کوبه، باشگاه فوتبال شیمیزو اس-پالس، باشگاه فوتبال کاشیوا ریسول، و باشگاه فوتبال سانفریس هیروشیما اشاره کرد.